# Murakami Yoshikiyo
Murakami Yoshikiyo (村上 義清, 29 mars 1501 - 1573) est un daimyo de la province de Shinano, vassal du clan japonais Uesugi durant la période Sengoku, au XVIe siècle. Murakami Yoshikiyo est au côté des Uesugi dans leur lutte contre Takeda Nobutora et son fils, Takeda Shingen, qui essayent de conquérir la province de Shinano mais qui sont défaits par Murakami à la bataille de Sezawa. Entre autres choses, Yoshikiyo remporte la bataille de Uedahara mais est ensuite vaincu au siège de Toishi. Il est aussi un très proche allié d'Uesugi Kenshin dont il est un des « vingt-huit généraux ».

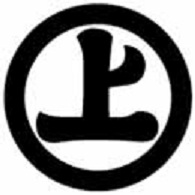
Mon du clan Murakami.

Il prend part aux batailles de Kawanakajima dans la division centrale de l'armée de Uesugi.